# Creu de la plaça de l'Església (Sant Martí de Tous)
La Creu de la plaça de l'Església és una creu de terme de Sant Martí de Tous (Anoia) protegida com a bé cultural d'interès local.
És una creu llatina, de pedra, de braços rectes acabats amb una mena de floró vegetal. Els plans de la creu presenten la superfície estriada, o amb canals, i es decoren amb motius escultòrics. A l'anvers centra les representacions escultòriques la imatge del Crucificat flanquejat dels evangelistes sant Joan i sant Marc als extrems superior i inferior, respectivament, mentre que sant Lluc i sant Mateu se situen a esquerra i dreta de la imatge. Al revers, aquests llocs estan ocupats per la imatge de la Verge amb el Nen i els símbols animalístics dels evangelistes.
La creu reposa damunt una magolla de planta octogonal. Cada cara presenta figuretes esculpides de sants entre els que distingim a sant Jaume i a l'arcàngel sant Miquel. Aquestes representacions se separen les unes de les altres per un motiu decoratiu vegetal, les característiques del qual recorden elements del repertori renaixentista. La motllura inferior d'aquesta magolla deixa veure les restes d'una inscripció que es pot relacionar amb una data: "..56..".
La resta d'elements que componen la creu - base i fust - corresponen a l'obra realitzada l'any 1960 amb motiu de la Santa Missió, segons queda palès en la inscripció del volum que sosté el fust. Aquest fust és de planta vuitavada i es recolza damunt un volum cúbic que a la vegada descansa en un graó estrellat i en un de circular.